# Elkin Fernando Álvarez Botero
Elkin Fernando Álvarez Botero (ur. 21 listopada 1968 w El Retiro, zm. 8 lipca 2023 tamże) – kolumbijski duchowny katolicki, biskup pomocniczy Medellín w latach 2012–2020, biskup diecezjalny Santa Rosa de Osos w latach 2020–2023. 

## Życiorys

### Prezbiterat
Święcenia kapłańskie otrzymał 1 lipca 1993 i został inkardynowany do diecezji Sonsón-Rionegro. Po święceniach został wykładowcą seminarium w La Ceja, a w latach 2000-2003 był jego rektorem i ekonomem. W latach 2003–2010 był współpracownikiem kolumbijskiej nuncjatury, a następnie objął funkcję dyrektora kilku departamentów przy kolumbijskiej Konferencji Episkopatu.

### Episkopat
28 maja 2012 papież Benedykt XVI minował go biskupem pomocniczym archidiecezji Medellín ze stolicą tytularną Gemellae in Numidia. Sakry biskupiej udzielił mu 4 sierpnia 2012 arcybiskup Ricardo Antonio Tobón Restrepo.
W latach 2016–2021 pełnił funkcję sekretarza generalnego Konferencji Episkopatu Kolumbii.
22 października 2020 papież Franciszek przeniósł go na urząd biskupa diecezjalnego Diecezja Santa Rosa de Osos. Ingres odbył się 16 grudnia 2020.